# 手塚明治
手塚 明治（てづか あきはる、1921年10月10日 - 2018年10月9日）は、長野県出身の元プロ野球選手（内野手）。1956年の登録名は手塚 耀朗（てづか てるお）。

## 来歴・人物
松本商業学校から明治大学を経て、社会人野球の中央工業、今泉産業、小口工作所でプレーする。
1949年読売ジャイアンツに入団。1年目から正三塁手の座を山川喜作と争って80試合に出場。1950年になると山川が遊撃手にコンバートされたため、手塚が三塁手のレギュラーとなりクリーンアップを打って、117試合に出場、64打点を記録した。しかし、同年10月以降肩の故障が癒えた宇野光雄にレギュラーを奪われ、以降は徐々に出場機会を減らした。
1954年宇野が国鉄スワローズに移籍したため再び三塁のレギュラーを獲得し110試合に出場する。この年の最終戦である10月25日の対阪神タイガース戦では川上哲治に代わって四番・一塁手を務めた。
1955年に楠拡応とともに大洋ホエールズに移籍し、ここでも三塁手の定位置を確保し自己最多となる123試合に出場した。しかし、1956年になると打撃不振で6月半ば以降中村敏行にレギュラーを奪われしまい、同年限りで現役を引退した。
97歳の誕生日の前日である、2018年10月9日19時38分、老衰のために死去した。96歳没。

## 選手としての特徴
交詢社のインドアゴルフ場でゴルフのコーチをしていた新田恭一のもとに通って、その打撃理論である新田理論を信奉して自分のものとし、巨人の五番を務めるようになった。当時の巨人には監督の水原茂のほか藤本英雄・内堀保など新田理論に批判的な者も多く、手塚も「くだらんからやめろ！」と言われたこともあったが、自分の理論を押し通した。のち、1954年に読売新聞・安田庄司副社長に招かれて新田は二軍打撃コーチに就任している。
一方守備では特にフライの捕球を苦手とし、遊撃手がフライの落下点で「オーライ」と捕球の合図をしているところに飛び込んで邪魔したり、自身がフライを捕球するためにさんざん走り回ったあげく捕球した位置は始めにいた定位置だったりすることがあったという。

## 人物
酒・煙草・麻雀を一切しない真面目な性格で、明治大学野球部OBの渡辺大陸に見込まれてその女婿となった。

## 詳細情報

### 年度別打撃成績
| 年 度     | 球 団     | 試 合 | 打 席 | 打 数 | 得 点 | 安 打 | 二 塁 打 | 三 塁 打 | 本 塁 打 | 塁 打 | 打 点 | 盗 塁 | 盗 塁 死 | 犠 打 | 犠 飛 | 四 球 | 敬 遠 | 死 球 | 三 振 | 併 殺 打 | 打 率 | 出 塁 率 | 長 打 率 | O P S |
| --------- | --------- | ----- | ----- | ----- | ----- | ----- | -------- | -------- | -------- | ----- | ----- | ----- | -------- | ----- | ----- | ----- | ----- | ----- | ----- | -------- | ----- | -------- | -------- | ----- |
| 1949      | 巨人      | 80    | 240   | 210   | 22    | 55    | 7        | 2        | 6        | 84    | 21    | 3     | 2        | 3     | --    | 27    | --    | 0     | 30    | --       | .262  | .346     | .400     | .746  |
| 1950      | 巨人      | 117   | 483   | 423   | 51    | 108   | 24       | 1        | 9        | 161   | 64    | 7     | 5        | 7     | --    | 49    | --    | 4     | 38    | 14       | .255  | .338     | .381     | .719  |
| 1951      | 巨人      | 55    | 113   | 98    | 14    | 30    | 7        | 0        | 1        | 40    | 22    | 2     | 1        | 0     | --    | 15    | --    | 0     | 10    | 3        | .306  | .398     | .408     | .806  |
| 1952      | 巨人      | 33    | 71    | 67    | 5     | 19    | 3        | 0        | 1        | 25    | 8     | 0     | 1        | 1     | --    | 3     | --    | 0     | 4     | 3        | .284  | .314     | .373     | .687  |
| 1953      | 巨人      | 55    | 68    | 62    | 5     | 12    | 1        | 0        | 0        | 13    | 9     | 1     | 0        | 2     | --    | 3     | --    | 1     | 4     | 1        | .194  | .242     | .210     | .452  |
| 1954      | 巨人      | 110   | 289   | 266   | 25    | 67    | 15       | 2        | 3        | 95    | 35    | 3     | 2        | 4     | 2     | 17    | --    | 0     | 28    | 3        | .252  | .297     | .357     | .654  |
| 1955      | 大洋      | 123   | 429   | 388   | 21    | 86    | 14       | 2        | 2        | 110   | 26    | 5     | 2        | 9     | 1     | 30    | 1     | 1     | 47    | 15       | .222  | .279     | .284     | .563  |
| 1956      | 大洋      | 56    | 133   | 121   | 5     | 22    | 7        | 0        | 0        | 29    | 9     | 0     | 1        | 4     | 0     | 7     | 0     | 1     | 12    | 3        | .182  | .233     | .240     | .472  |
| 通算：8年 | 通算：8年 | 629   | 1826  | 1635  | 148   | 399   | 78       | 7        | 22       | 557   | 194   | 21    | 14       | 30    | 3     | 151   | 1     | 7     | 173   | 42       | .244  | .311     | .341     | .651  |

### 背番号
- 15 （1949年 - 1954年）
- 5 （1955年 - 1956年）

### 登録名
- 手塚 明治 （てづか あきはる、1949年 - 1955年）
- 手塚 耀朗 （てづか てるお、1956年）